# Jõao de Meneses, 'o Trigo'
Joao de Meneses, también conocido como O Trigo (c. 1460 - 12 de julio de 1522), fue Prior de Crato, 1 Conde Tarouca, Comendador de Sesimbra en la Orden de Santiago, Alférez mayor y mayordomo mayor de Manuel I, Mayordomo Mayor de Juan III y Capitán de Arzila y Tánger.
Hidalgo culto y letrado, con ricas  fincas y patrimonios, relvo del orgullo pátrio, hijo de D. Duarte de Meneses, 3º Conde de Viana do Alentejo y 2º Conde de Viana da Foz do Lima.
Fue capitán de Arzila (1481), gobernador de Tánger (1486), comandante de Sesimbra, gobernador de la Casa do Príncipe (1489), mayordomo de la Casa Real (1492), primer conde de Tarouca (1499), prior de Crato (1508), consejero del Consejo de El-Rei (1509) y Alférez Mayor del Reino (1521).

## Arzila
El 27 de febrero de 1480 recibe de  Afonso V carta de Orden de Entrega de la villa y castillo de Arzila, al igual que Lopo de Azevedo, capitán, convirtiéndose en capitán general. El 27 de abril de 1481 fue nombrado por carta de clemencia, capitán y regente in solido, de Arzila y sus mandatos, sucediendo a su hermano Henrique de Meneses.

## Capitán de Tánger
El 6 de octubre de 1486, una carta del rey dando la asignación oficial de la capitanía (capitán, regidor y gobernador) de Tánger. Ya se había dicho el 28 de agosto, en otra carta, a Álvaro de Faria . Gobernaría por primera vez hasta 1489 , pero mientras tanto su gobierno en Tánger parece ser la mayor parte del tiempo simplemente honorario, ya que en los documentos, y notablemente en la Historia de Tánger durante la dominación portuguesa , de Fernando de Meneses, no aparece en esos años. El capitán de facto , de Tánger, desde 1487 en adelante fue probablemente Fernão Martins Mascarenhas, Comandante de Aljustrel, cuyas gestas tampoco encontramos ninguna noticia particular; sucediéndole, según el mismo D. Fernando de Menezes, Manuel Pessanha, cuyos éxitos tenemos que decir que corrieron la misma suerte ...
En noviembre de 1497 João, acompaña al rey Manuel I en el viaje de Castelo de Vide a Valencia de Alcántara , para recoger a su esposa, la Infanta D. Isabel. En marzo de 1498 acompañó a Castilla a los reyes D. Manuel y D. María, por invitación de D. Fernando y D. Isabel, Reyes Católicos de España.
Debido a su ausencia, fue reemplazado en el gobierno de la ciudad de Tánger el 9 de junio de 1489 por Lopo Vaz de Azevedo. A pesar de ello, el 15 de diciembre de 1489 sigue siendo nombrado capitán y gobernador de Tánger y almirante.

## Venecia
En 1499-1500, la república veneciana lidiaba con otro problema, el primero de los cuales es el descubrimiento de la India por Vasco da Gama ], que era urgente, para lo cual incluso pidió ayuda portuguesa: se trataba de establecer una fuerza cristiana para resistir las fuerzas navales otomanas del sultán Bajazeto II (r. 1481-1512) , que atacaban las posesiones venecianas del Adriático y el Egeo . El embajador veneciano en España (Domenico Pisani) fue enviado a la corte de D. Manuel en enero de 1501, para solicitar ayudas navales portuguesas (...) [D. Manuel] afirmó su propia voluntad de ayudar en la guerra contra los otomanos (...). Finalmente, se preparó una flota de treinta y cinco carabelas al mando de D. João de Meneses, conde de Tarouca. "El 15 de junio de 1501, D. João de Meneses comandó esta armada para ayudar a los venecianos, contra los turcos. A finales de julio," Día de San Jacob ", tuvo lugar una incursión naval mal orientada contra el fuerte. El marroquí el-Mers Quebir como parte de los procedimientos de esta flota. "Fueron expulsados en medio de una gran pérdida y vergüenza, y luego perdimos a muchos cristianos.

Sin embargo, D. João fue reintegrado a la capitanía de Tánger, en propiedad, por carta del 18 de enero de 1501, cuando deambuló por la destitución otorgada al almirante Lopo Vaz de Azevedo . Parece, según  Fernando de Meneses, que dejó esta capitanía durante algún tiempo a su hijo  Henrique, que sucedió a Rodrigo de Castro, Monsanto, cuyos logros según Pedro de Mariz, se sitúan entre 1501 y 1503 . Por tanto, fue aproximadamente a partir de 1504 cuando João de Meneses, ocupó efectivamente el cargo.
Dejó la capitanía de Tánger a su hijo D. Duarte en 1508, que ya gobernaba en su nombre desde 1507.

## Conde de Tarouca
El primer conde de Tarouca se hace el 24 de abril de 1499, por carta del rey Manuel I, Almirante de Portugal, del 9 de junio de 1489 es nombrado gobernador de la casa del príncipe, ejerciendo también como mayordomo mayor, vendedor de haciendas y escribiente de pureza.
Tras quedar viudo, fue nombrado prior de Crato mediante bula del 15 de junio de 1508 , que no llegó a Portugal hasta el 11 de diciembre. Finalmente, al final de su larga vida, fue nombrado segundo teniente, mediante carta del 31 de mayo de 1521 . El Conde Prior Butler Mor, como se le llama habitualmente, todavía participó en la ceremonia de levantamiento del rey João III el 19 de diciembre de 1521; pero al año siguiente murió, el 12 de julio de 1522.

## Datos genealógicos
Era hijo de Duarte de Meneses, segundo Conde de Viana do Minho e Isabel de Castro, hija de Fernando de Castro , gobernador de la Casa do Infante Enrique el Navegante, hermano de Henrique de Meneses , 3º conde de Viana do Minho, 1º conde de Valença , 1º conde de Loulé , subteniente de D. Afonso V , 2º capitán de Alcácer y capitán de Arzila  ; D. García de Meneses , obispo de Guarda y Évora, capitán en jefe de una armada contra los turcos, que murió en la cisterna del castillo de Palmela ; y D. Fernando de Meneses el narices , en la frontera de Arzila.
Se casó con Joana de Vilhena.
Fueron padres de:
- Duarte de Meneses, capitán de Tánger y gobernador de India; y
- Henrique de Meneses, que también gobernó Tánger.